# Mechanizm zwrotniczy
Mechanizm zwrotniczy to zespół dźwigni i drążków łączących koła kierowane. Zapewnia on takie połączenie kinematyczne, dzięki któremu koła pojazdu toczą się bez poślizgu. W prawidłowo działającym mechanizmie zwrotniczym powinny występować takie zależności kinematyczne pomiędzy kątami skrętu obydwu kół kierowanych, żeby podczas jazdy po łuku o dowolnym promieniu krzywizny każde z kół samochodu mogło się toczyć bez poślizgu bocznego, tzn po torze, którego promień krzywizny jest zawsze prostopadły do płaszczyzny koła.